# Gianluca Musumeci
Gianluca Musumeci (Catania, 21 dicembre 1969) è un ex calciatore italiano, di ruolo centrocampista.

## Carriera da calciatore
Cresciuto nell'Acireale, esordisce con la squadra nel campionato di Interregionale 1986-1987, collezionando solo quella presenza. Nella stagione successiva non ha presenze in prima squadra, mentre nella stagione 1988-1989 gioca nelle file dell'Enna, sempre in Interregionale, collezionando 23 presenze e 2 reti.
La stagione successiva passa al Chioggia, ancora in Interregionale, dove segna un gol in 20 partite.
Nella stagione 1990-1991 torna ad Enna, in Serie C2, esordendo fra i professionisti e collezionando 29 presenze e 3 reti.
Per la stagione 1991-1992 passa al Foggia, in quel periodo allenato da Zdeněk Zeman, con cui esordisce in Serie A il 22 settembre 1991 in Foggia-Cagliari (3-1). In massima serie gioca in tutto 3 partite.
Le successiva due stagioni le gioca in Serie B con la Fidelis Andria, collezionandovi 9 presenze in totale, e dal novembre in Serie C1 con la Leonzio, con la quale disputa 25 partite segnando 2 reti. Seguono annate in Serie C1 (dal 1994 all'ottobre 1996) all'Atletico Catania dove colleziona 66 presenze e 4 reti in tutto.
Seguono poi Trapani, due anni al Savoia, Gela, tre stagioni al Paternò, Siracusa, Ragusa, e Spar Calcio dove ha concluso l'attività agonistica nella stagione 2004-2005.

## Palmarès
- Campionato italiano di Serie D: 1

Paternò: 2000-2001